# CargoSprinter
CargoSprinter désigne un type particulier de rame ferroviaire allemande automotrice destinée au transport de conteneurs, immatriculé dans la série 690.

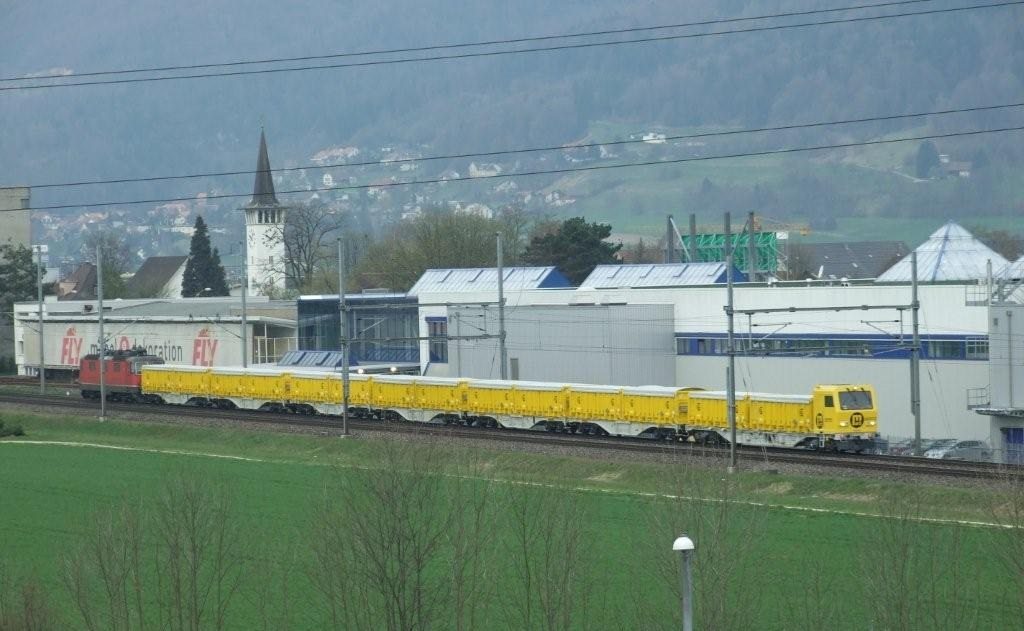
Une rame en 2009.

Réalisée à la demande de la compagnie ferroviaire DB, cette rame est constituée de 5 wagons plats porte-conteneurs dont les deux extrêmes sont motorisés diesel et munis d'une cabine de conduite. L'ensemble est muni d'attelages automatiques et est couplable en deux unités.
Les arguments plaidant en faveur de cette solution :
- grande souplesse de mise en œuvre :
  - diesel et longueur réduite pour accéder facilement à tous les embranchements particuliers,
  - automatisation poussée (essais de freins par exemple)
  - attelage automatique
- économie d'exploitation :
  - faible consommation diesel
  - un seul agent de conduite

La mise en service eut lieu en 1996. La vitesse maximale était de 120 km/h pour une capacité de 10 conteneurs de 20 pieds ; ce concept est également mis en œuvre par la Japan Freight Railways sous forme d'une rame électrique et non diesel sous le nom de "RailCargo".